# نوتر-دام-دو-مون-کارمل، کبک
نُتر-دام-دُ-مُن-کارمِل (به فرانسوی: Notre-Dame-du-Mont-Carmel) قصبه‌ای در منطقه شهری له شنو ناحیه موریسی در استان کبک کانادا است. در سرشماری سال ۲۰۱۱ این قصبه ۵٬۲۱۷ نفر جمعیت داشته‌است و مساحت آن ۱۲۶٫۶۱ کیلومتر مربع است.